# کراشیچی
کراشیچی (به لاتین: Krašići) یک منطقهٔ مسکونی در مونته‌نگرو است که در شهرداری تیوات واقع شده‌است. کراشیچی ۱۳۰ نفر جمعیت دارد.